# Una para el camino (película)
Una para el camino es una película tailandesa de drama dirigida por Nattawut Poonpiriya y producida por Wong Kar-wai en 2021. Es una coproducción entre China, Hong Kong y Tailandia, y está escrita por  Puangsoi Aksornsawang, Nottapon Boonprakob y Nattawut Poonpiriya. La película está protagonizada por Thanapob Leeratanakajorn, Nattarat Nopparatayapon, Ploy Horwang, Siraphun Wattanajinda, Violette Wautier y Chutimon Chuengcharoensukying .
La película se estrenó mundialmente en el Festival de Cine de Sundance 2021 el 28 de enero de 2021 y ganó el Premio Especial del Jurado a la Visión Creativa en la Competencia Dramática de Cine Mundial.

## Elenco
El elenco incluye:
- Thanapob Leeratanakajorn como jefe
- Nattarat Nopparatayapon como Aood
- Violette Wautier como Prim
- Chutimon Chuengcharoensukying como Noona
- Ploi Horwang como Alicia
- Mediodía Siraphun como Roong

## Estreno
La película tuvo su estreno mundial en el Festival de Cine de Sundance 2021 el 28 de enero de 2021.
En 2022, GDH 559 adquirió los derechos de distribución de la película en Tailandia y se estrenó en los cines tailandeses el 10 de febrero.

### Crítica
En Rotten Tomatoes, la película tiene un índice de aprobación del 65% según las reseñas de 31 críticos, con una calificación promedio de 6.4/10. El consenso de los críticos del sitio web dice: "Es demasiado largo y desigual, pero One for the Road aún puede satisfacer a los espectadores con ganas de una película de viaje por carretera con la mortalidad en mente".